# SeaMonkey
SeaMonkey Internet Application Suite (на български: СииМънки Комплект от Интернет Апликации, на кратко: SeaMonkey, преди Mozilla Application Suite и Нетскейп Комуникатор (на английски: Netscape Communicator)) е комплект от няколко програми за използване на интернет: Browser, Mail & Newsgroups, Composer (на български: Браузър, Поща & Новини, Композитор), ChatZilla и уеб инструменти. Кодът е лицензиран под Мозила Публичен Лиценз (MPL) 2.0. За SeaMonkey има много добавки, пълни теми и леки теми (персони).

## Browser
SeaMonkey Browser е уеб браузъра на комплекта. С него може да се използват протоцолите HTTP, HTTPS и FTP. Някои от функциите на браузъра са:
- Табове;

- Управление на дата (като история);

- Pop-up блокър;

- Безопасен режим, които трябва да работи срещу проблеми като несъместими добавки;

- Теми и персони;

- Уеб инструменти за програмиране;

- и др.

## Mail & Newsgroups
Със SeaMonkey Mail & Newsgroups потребителят може да чете новини и електронна поща, да се композират и пращат електронни писма. Използва протокола IMAP за четене на поща, SMTP за изпращане на писма, RSS и Atom за четене на емисии. Има функции като:
- Табове;

- Спам филтри;

- Тагове и др. функции за сортиране на писма;

- Много акаунти;

- S/MIME и PGP криптиране;

- Адреси;

- LDAP;

- Опционални календари чрез добавката „Lightning“;
- и др.

## Composer
SeaMonkey Composer е WYSIWYG HTML и CSS композитор. С него може да се пишат уеб сайтове и след това да се публикуват към уеб сървър чрез FTP.

## Address Book
SeaMonkey Address Book е програма за управлявне на адреси, например – имейл адреси.

## ChatZilla
ChatZilla е IRC чат клиент. Използва табове и може да се променя как изглежда чрез така наречените „мотифи“. ChatZilla е програма по-отделена от SeaMonkey. Има отделен прозорец за настройване.

## История
- Логото на Mozilla Suite
- Лого на Netscape

Mozilla Application Suite, е продължение на Netscape преди Netscape Communications Corporation да бъдат купени от AOL. На 2005 година, Мозила са обявили, че ще прекратят Mozilla Application Suite, но са обещали, че ще има продължение на софтуера наречено „проект SeaMonkey“.